# 李悰
李悰（?—?），本名李察，唐朝皇子，是唐宪宗李纯的第四子，生母不详。
贞元二十一年（805年），李察被祖父唐顺宗封为彭城郡王。元和元年（806年），李察被父亲唐宪宗封为深王，元和七年（812年），改名李悰。李悰长子李潭，河内郡王。次子李淑，吴兴郡王。

## 延伸阅读
[在维基数据编辑]
 《舊唐書/卷175》，出自刘昫《舊唐書》